# 阿道夫·哈纳克
阿道夫·哈纳克（德語： 1851年5月7日—1930年6月10日）德国信义宗神学家、教会历史学家，波罗的海德意志人，一生著述颇丰，1914年加封爵位。

## 生平
哈纳克发现了希腊哲学对早期基督教的影响，呼吁基督徒质疑早期基督教条的真实性。他不承认约翰福音的历史地位，更倾向于对观福音。他曾批判使徒信经，提倡社会福音运动。在19世纪，高等批判在德国十分流行，它确立了历史批判作为解读圣经和理解历史中的耶稣（参见图宾根学派）的学术标准。而哈纳克的作品则是对这一学派做出的回应，代表着对这一传统的重新评价。
基于他在神学方面的研究活动，哈纳克成为了各个学科研究的组织者。他在威廉皇帝学会（马克斯·普朗克学会的前身）的建立中起到了关键作用，并担任了首任会长。

## 家庭
哈纳克有一位双胞胎弟弟，是数学家。